# Pulau Pelampong
Pulau Pelampong är en ö i Indonesien.   Den ligger i provinsen Kepulauan Riau, i den västra delen av landet, 900 km norr om huvudstaden Jakarta.